# Brüggen (Noordrijn-Westfalen)

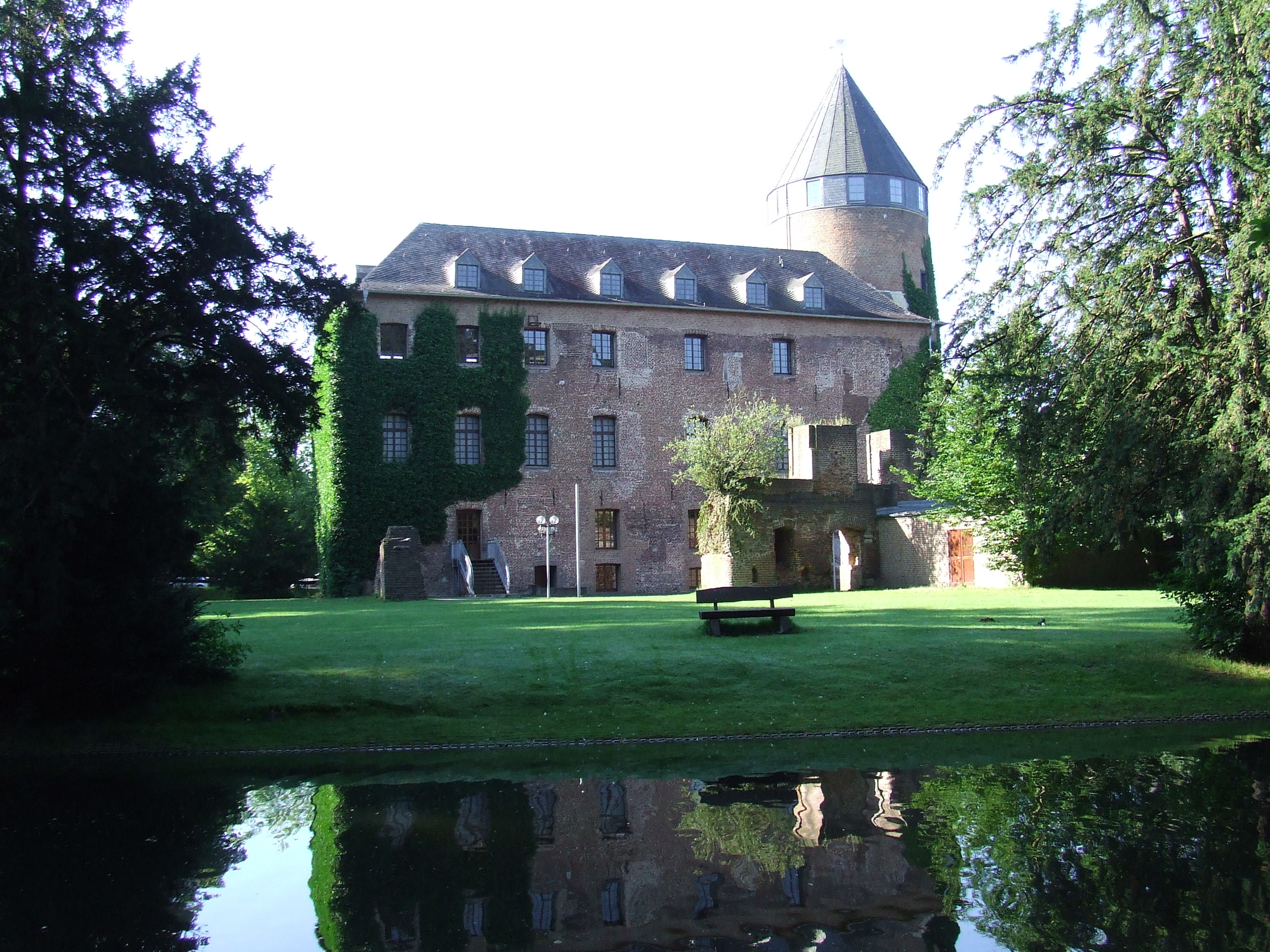
Burcht Brüggen (achterzijde)

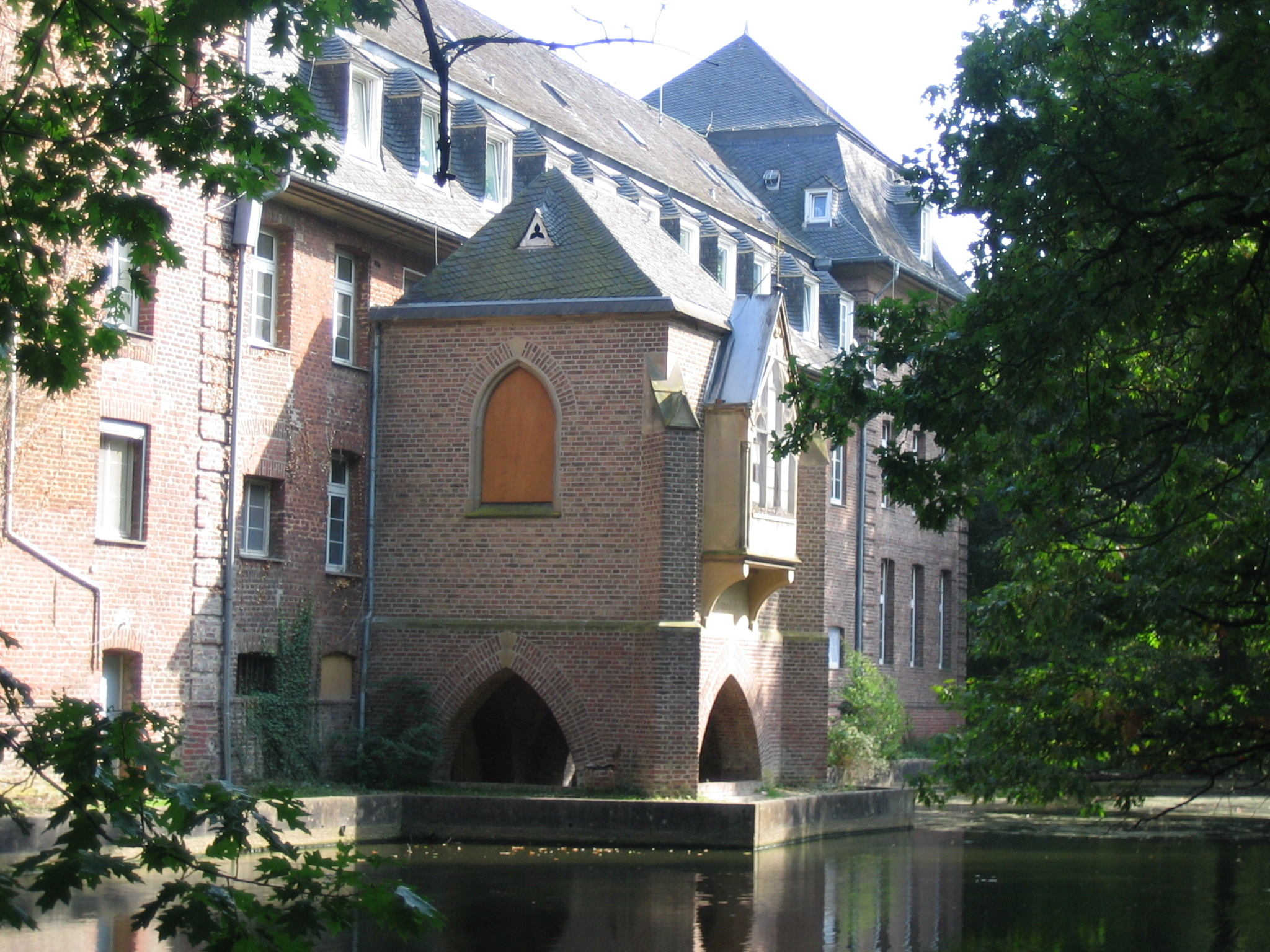
Waterslot Dilborn bij Brüggen

Brüggen (Nederlands: Bruggen) is een stad en gemeente, dicht bij de Nederlandse grens gelegen in Noordrijn-Westfalen. De gemeente telt 15.934 inwoners (31 december 2020)  op een oppervlakte van 61,25 km². 

## Aangrenzende gemeenten
| Aangrenzende gemeenten | Aangrenzende gemeenten | Aangrenzende gemeenten | Aangrenzende gemeenten | Aangrenzende gemeenten |
| ---------------------- | ---------------------- | ---------------------- | ---------------------- | ---------------------- |
| Beesel (NL)            |                        |                        |                        | Nettetal               |
|                        |                        |                        |                        |                        |
|                        |                        |                        |                        |                        |
|                        |                        |                        |                        |                        |
| Roermond (NL)          |                        | Niederkrüchten         |                        | Schwalmtal             |

## Nabijgelegen kernen

### In de gemeente Brüggen zelf
- Bracht, ruim 6.000 inwoners, ten noorden van Brüggen, evenals deze plaats gelegen aan de Bundesstraße 221
- Born, een dorp met circa 2.000 inwoners, iets ten oosten van Brüggen
- een groot aantal gehuchten rondom deze drie plaatsen[2]

### Buiten de gemeente
- In het westen, in Nederland: Swalmen, gemeente Roermond en Beesel.
- In het zuiden: Elmpt, en vandaar enkele kilometers verder zuidoostelijk, nabij afrit 3 van de Autobahn A52: Niederkrüchten
- In het zuidoosten: Amern, gemeente Schwalmtal
- In het noordoosten: Boisheim, gemeente Viersen
- In het noorden: Kaldenkerken en diverse plaatsen in de gemeente Nettetal, nabij afrit 3 van de  Autobahn A61

## Geografie, infrastructuur
De gemeente Brüggen bevindt zich in het Duits-Nederlandse natuurgebied Maas-Schwalm-Nette (435 km³). Brüggen is rijk aan bos. 
Brüggen wordt van noord naar zuid doorsneden door de Bundesstraße 221 Straelen - Heinsberg - Aken. Deze verloopt grofweg 10 à 15 km oostelijk parallel aan de grens tussen Duitsland en Nederlands Limburg. Niet ver van de gemeente zijn afritten van de Autobahn A61 Venlo-Mönchengladbach en de Autobahn A3.
Brüggen is sedert de opheffing van het lokaalspoor in 1966 niet meer per trein bereikbaar. Streekbussen verbinden het met o.a. Dülken en Station Viersen.

## Geschiedenis
Brüggen werd gesticht aan de enige doorwaadbare plaats van het riviertje de Schwalm (Swalm), bij de kruising van twee handelswegen tussen de Rijn en Maas, die al ten tijde van het Romeinse Rijk in gebruik waren. In de 13e eeuw werd er op een 16 meter hoog kiezeleiland een kasteel gebouwd door de graven van Kessel. In 1473 nam de Karel de Stoute, hertog van Bourgondië de burcht in. In 1479 stichtte de Orde van het Heilig Kruis in het centrum van de stad een klooster en een jaar later werd begonnen aan de bouw van de St. Nikolauskerk. De orde had een Latijnse school en tussen 1630 en 1794 een filosofische en theologische faculteit. Tot 1794 was Brüggen een sterke grensvesting van het hertogdom Gulik. In 1802 werd het klooster door de Franse bezetter opgeheven. In 1840 werd in de kloostergebouwen de eerste mechanische zijdeweverij van het Europese vasteland gebouwd.

## Bezienswaardigheden
- Burg Brüggen; resten van de burcht
- Jagd- und Naturkundemuseum Burg Brüggen; museum over de jacht en de natuur
- Schwalmpforte; middeleeuwse stadspoort
- St.-Nikolaus-Kirche; barokkerk uit 1756 (de kerk uit 1480 brandde in 1751 af)
- Kreuzherrenkloster; het voormalige klooster van de Orde van het Heilig Kruis (nu het gemeentehuis)
- Natur- und Tierpark Brüggen; dierentuin Brüggen
- Borner Mühle; een watermolen
- Brüggener Mühle; een watermolen uit 1289
- Schloss Dilborn; een middeleeuws Waterslot tussen Brüggen en Overhetfeld